# Oak View
Oak View es un lugar designado por el censo ubicado en el condado de Ventura en el estado estadounidense de California. En el año 2000 tenía una población de 4.199 habitantes y una densidad poblacional de 839.8 personas por km².

## Geografía
Oak View se encuentra ubicado en las coordenadas 34°23′51″N 119°18′0″O / 34.39750, -119.30000. Según la Oficina del Censo, la ciudad tiene un área total de 5 km² (1,9 mi²), de la cual 5 km² (1,9 mi²) es tierra y 0 km² (0 mi²) 0.00% es agua.

## Demografía
Los ingresos medios por hogar en la localidad eran de $56,786, y los ingresos medios por familia eran $61,613. Los hombres tenían unos ingresos medios de $48,750 frente a los $39,554 para las mujeres. La renta per cápita para la localidad era de $25,534. Alrededor del 6.0% de la población estaban por debajo del umbral de pobreza.